# Chiesa di Maria Santissima Assunta (Soleto)
La chiesa di Maria Santissima Assunta è la chiesa matrice (o collegiata) di Soleto, in provincia di Lecce e arcidiocesi di Otranto; fa parte del vicariato di Galatina.

## Storia
Come si legge sulla facciata settentrionale del campanile nuovo (Adrianus Preite a Cupert fecit) il costruttore fu l'architetto Adriano Preite da Copertino. Dopo il terremoto del 1743, che danneggiò gravemente il lato sud-est inclusa la torre campanaria ed il coro, trascorsero alcuni decenni di tentativi di riparazioni prima che si decidesse nel 1781 di demolire completamente la vecchia chiesa medioevale a cinque navate.
Nel 1783 iniziarono i lavori sul lato nord, nel 1786 completato il tetto e nel 1787 la sacrestia. I costi della costruzione furono in parte sostenuti dal Capitolo della Chiesa ed in parte dall'Università (oggi diremmo Comune) oltre che con donazioni di privati benestanti ed una tassa voluta dall'arciprete Giuseppe Castrì e dal sindaco Giuseppe Oronzo Salvatori. Dopo il completamento della matrice di Sternatia nel 1790 il Preite spostò alcune maestranze nel cantiere di Soleto per accelerare i lavori.
Solo nel 1796 fu ultimato l'altare maggiore e nel 1795 la nuova torre campanaria. Nel 1797 fu issata la campana mezzana, nuova di zecca, fusa a Soleto (nel giardino del Convento) da Michele Olita di Pignola.
Dopo la morte del Preite nel 1804 i lavori continuarono fino al 1836 con la costruzione di altri altari e solo nel 1849 la chiesa fu completata con l'altare dell'Assunta. Finalmente nel 1860 fu fusa a Martano e posta in opera la campana grande da Angelo Cardellicchio di Lizzano con i resti della vecchia e altro metallo fatto venire da Taranto.
La storia della Chiesa e dei suoi altari è importante per ricostruire le dinamiche religiose-culturali che portarono a sostituire altari e santi legati alla tradizione greca con quelli voluti dal Concilio di Trento come il culto di S.Antonio introdotto dai frati francescani dopo il 1600.
La descrizione della chiesa medioevale a cinque navate (le due laterali con copertura a volta, le tre intermedie con tetto a capriate), è contenuta nella relazione della visita pastorale dell'arcivescovo di Otranto Lucio De Morra effettuata nel 1607 (quinque naves continere, tres sub tecto et reliquas sub fornicibus). La navata centrale era sostenuta da otto grandi colonne, quattro da una parte e quattro dall'altra, su cui erano voltati gli archi e su questi innalzate le pareti che reggevano il tetto.
È probabile che le due navate laterali a volta furono aggiunte dopo il 1425 da Giovanni Antonio Orsini del Balzo che nello stesso periodo completò l'ultimo piano della guglia e fece allungare anche la navata centrale di S. Caterina a Galatina aggiungendovi un'abside ottagonale.
Alla fine del '500 fu costruito un campanile nuovo sul lato sud-est della chiesa descritto nella stessa visita pastorale del 1607 e crollato dopo il terremoto del 1743. Nel 1698 furono fatti altri lavori per allargare il lato sud della chiesa e ricavare spazio per nuovi altari e fu costruito il Cappellone con al centro l'altare del SS Sacramento, ancora oggi esistente e dal quale si può dedurre la ricchezza e la grandiosità degli altari nel periodo barocco.

## Descrizione
Rialzata di diversi gradini rispetto al piano stradale è costituita da tre navate divise in quattro campate, con transetto, presbiterio e un'abside quasi semicircolare. Tutti gli ambienti sono coperti da volte a stella che, nella navata centrale, sono evidenziate da rosette scolpite e si susseguono intervallate da archi a tutto sesto che irrigidiscono la struttura. La navata centrale, più alta rispetto alle laterali, è illuminata da quattro finestre poste in ciascuna delle pareti rialzate.
La porta principale è collocata a ovest in una facciata incompleta, asimmetrica e soprattutto offuscata dalla maestosa guglia orsiniana.
L'ipotesi della facciata non completata è nella presenza a destra della guglia di 7 conci di tufo sporgenti in maniera alternata da raccordarsi con la parte di facciata mancante.
Entrando da questa porta troviamo sulla navata destra gli altari di:
- San Francesco da Paola, costruito nel 1706 con donazione di Domenico Pace, poi smontato prima della costruzione della nuova chiesa e rimontato nel 1859 a spese del barone Bonaventura Sergio, erede del fondatore. Dell'antico altare sono rimaste le due colonne centrali con la statua del santo.
- San Paolo (già del Santissimo Sacramento) entro un cappellone fatto costruire nel 1704 dall'omonima Confraternita sotto il priorato di Domenico Pace. Al centro dell'altare la tela di S.Paolo del 1778.
- San Luigi opera di stile neoclassico di Pasquale Manni nel 1836 con tela di S.Luigi attribuita a Maria Rachele Lillo del 1810
- Madonna dei Chiodi erroneamente detto della Madonna dei Fiori attribuibile per analogia col precedente a Pasquale Manni nel 1836 con tela autografa di Maria Rachele Lillo del 1810 in cui è rappresentato S.Sergio martire (un soldato di alto rango che non rinnega la sua fede). Di patronato della famiglia Sergio che aveva qui le sue sepolture.

Nel braccio destro del transetto vi è l'altare di Santa Veneranda, realizzato nel 1836 per la famiglia Salomi e completato da Pasquale Manni con la balaustra del 1837. Sulla base dell'altare vi è lo stemma di famiglia (bipartito con leone rampante a sinistra e colomba a destra). Nella tela di Maria Rachele Lillo è raffigurata anche la committente Rosa Favale moglie di Angelo Salomi.
Nella parte sinistra del transetto vi è l'altare del Santissimo Sacramento realizzato nel 1836 dello scultore Pasquale Manni.
Lungo le pareti, settentrionale e meridionale, sono collocati rispettivamente gli altari dell'Assunta, completato in ritardo nel 1849 per una lite con lo scultore, e di Sant'Antonio da Padova dei primi dell'800 in stile neoclassico del quale solo il tabernacolo (autografato) è attribuibile allo scultore Pasquale Manni.
Al centro l'altare maggiore del 1796 attribuibile a Emanuele Orfano di Alessano decorato con dorature nel 1843 dall'arciprete Giuseppe Campa. Dietro l'altare maggiore vi è un coro ligneo di 20 seggi del 1809 che sostituitì quello del 1607 smontato nel 1781 per la demolizione della vecchia chiesa e poi andato disperso.
Sulla navata sinistra partendo dal transetto vi sono gli altari di:
- Immacolata replica dell'altare della Madonna dei Chiodi attribuibile per analogia a Pasquale Manni nel 1836 con tela di Maria Rachele Lillo.
- Madonna del Rosario voluto dalla famiglia Carrozzini nel 1836 ed autorizzato dal Vescovo di Otranto nel 1858 come sepoltura gentilizia.

In fondo alla navata sinistra, dopo la porta laterale esposta a nord, è presente un fonte battesimale del XVII secolo decorato in pietra leccese con puttini, ghirlande, foglie e fiori, sopra il quale si erge una piramide lignea contenente l'acqua lustrale.
Dell'originario edificio sacro rimangono:
- il marmoreo fonte battesimale per immersione, secondo il rito orientale, realizzato nel XIV secolo e decorato con foglie di acanto e quattro angioletti sporgenti oggi utilizzato come acquasantiera e posto di fronte all'entrata laterale;
- il leggio del coro (1624) su cui è incisa la rappresentazione della vecchia chiesa;
- il pulpito scolpito in legno di noce nel 1703 da Matteo Gervasio su una base precedente (1600-1648);
- la tela della Vergine del Rosario attribuita al galatinese Lavinio Zappa (1580). Dopo la vittoria della flotta cristiana a Lepanto nel 1571, molti pittori rappresentarono la Vergine, dapprima chiamata Nostra Signora della Vittoria, festeggiata appunto il 7 ottobre, giorno della battaglia, poi come Madonna del Rosario, nella festa trasferita da Gregorio XIII alla prima domenica di ottobre. In questa tela è riconoscibile in primo piano, a sinistra accanto a San Domenico, il filosofo soletano Matteo Tafuri con il rosso copricapo dell'Università parigina. Subito sotto il penultimo arciprete di rito greco Nicola Viva e l'arcivescovo Pietro Antonio Di Capua ed in primo piano il papa Pio V e il re di Spagna Filippo II. A destra invece sono rappresentati la regina di Spagna, Anna d'Austria (moglie e nipote di Filippo II); alla sua sinistra la zia Eleonora sorella di Carlo V, subito sopra i conti di Soleto Niccolò Bernardino Sanseverino con la moglie Isabella della Rovere principessa di Urbino, Santa Caterina da Siena ed alcune popolane. Infine in basso a destra un'infedele convertita.

La chiesa è addossata alla trecentesca Guglia di Raimondello ed è stata completamente restaurata nel decennio 2000-2010.
Nel rifacimento del pavimento in pietra di Soleto sono state rinvenute otto botole di marmo, sette nella navata sinistra ed una in quella destra, che racchiudono altrettanti spazi destinati a sepolture fino al 1894.

## Galleria d'immagini

Interno prima del restauro
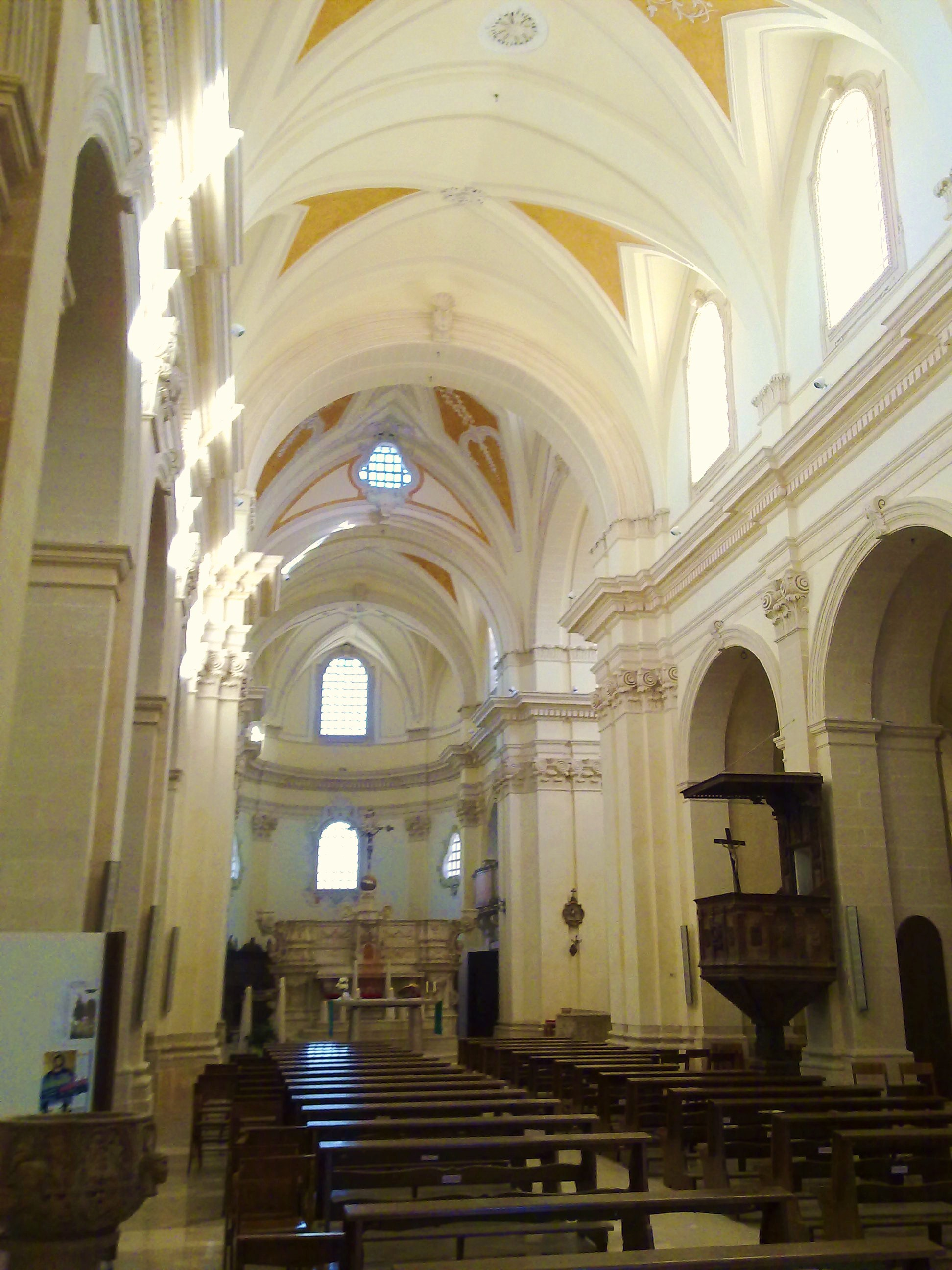
Interno dopo il restauro
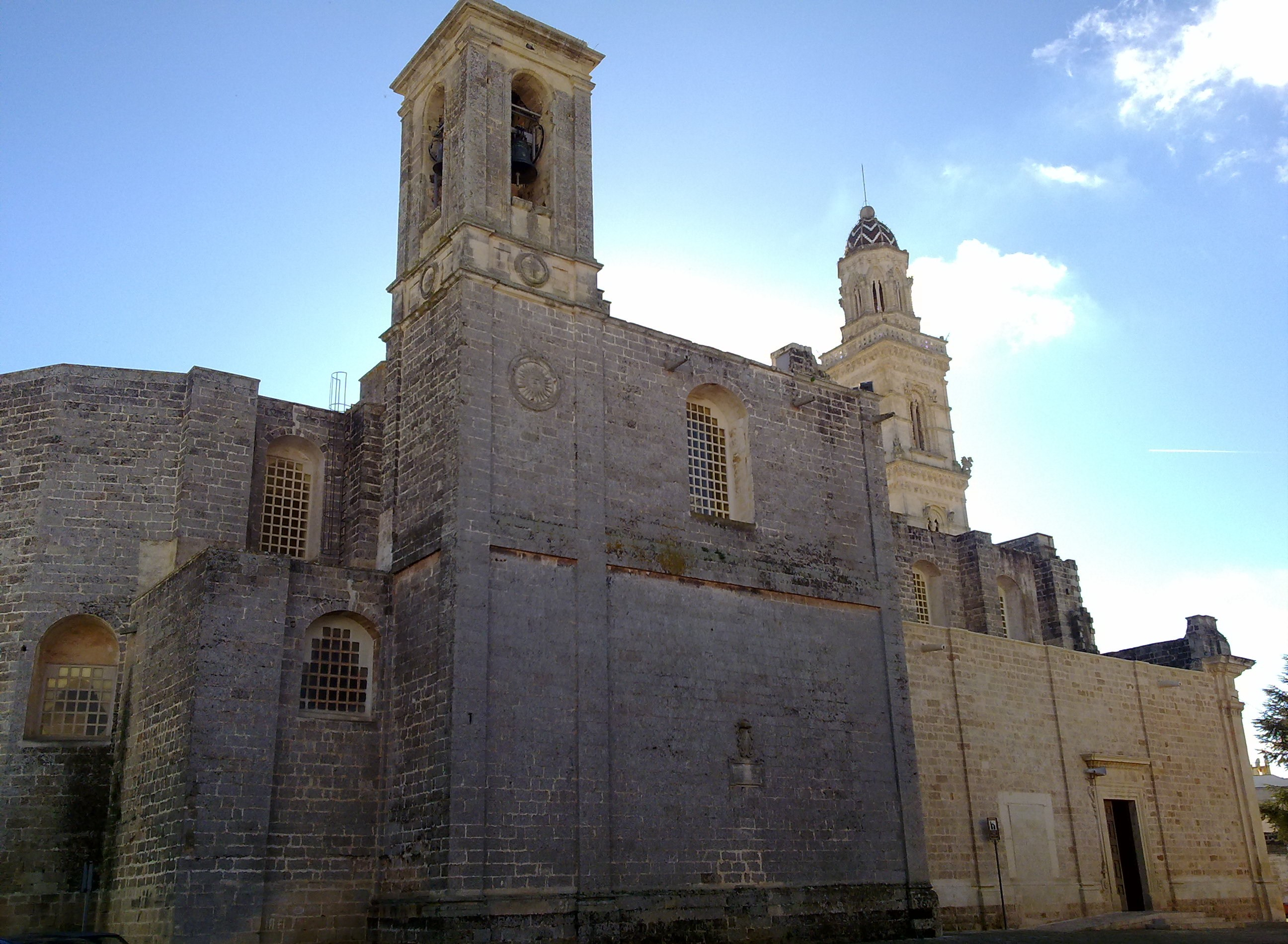
Vista laterale